# جولان بحيري
الجولان البحيري (باللاتينية: Schoenoplectus lacustris) نوع نباتي من جنس الجولان من الفصيلة السعدية.

## البيئة والانتشار
موطنه بلاد الشام والمغرب العربي وقبرص وتركيا والقوقاز ومعظم مناطق أوروبا.

## مرادفات للاسم العلمي
- (باللاتينية: Scirpus lacustris L.)